# 관자우묵
관자우묵(temporal fossa), 또는 측두와는 마루뼈의 측두선으로 경계가 지어지는 머리뼈 측면의 둥그렇게 푹 파인 우묵(fossa)이다. 아래쪽에서는 광대활 높이에서 끝난다.

## 경계
- 안쪽: 이마뼈, 마루뼈, 관자뼈 및 나비뼈.
- 가쪽: 관자근막.
- 앞쪽: 광대뼈 이마돌기(frontal process) 뒷면과 이마뼈의 광대돌기(zygomatic process) 뒷면.
- 위쪽: 이마뼈의 광대돌기에서 관자뼈의 꼭지위돌기(supramastoid crest)까지 머리뼈를 가로질러 아치 모양을 이루는 한 쌍의 관자선(위관자선, 아래관자선).
- 아래: 가쪽에서는 광대활, 안쪽에서는 나비뼈 큰날개(greater wing)의 관자아래능선.

## 내부 구조물
- 관자근
- 깊은관자동맥
- 깊은관자신경
- 바깥목동맥의 가지인 얕은관자동맥
- 광대관자신경

## 임상적 중요성
관자놀이점(pterion)은 관자우묵에 위치한다. 이 관자놀이점은 중간뇌막동맥과 중간뇌막정맥의 앞갈래 위에 놓여 있는 지점이기 때문에 중요하다. 이 지점에 외상을 입으면 경막외혈종의 원인이 될 수 있으며, 그 결과 뇌 조직의 탈장과 허혈로까지 이어질 수 있다.

## 추가 이미지

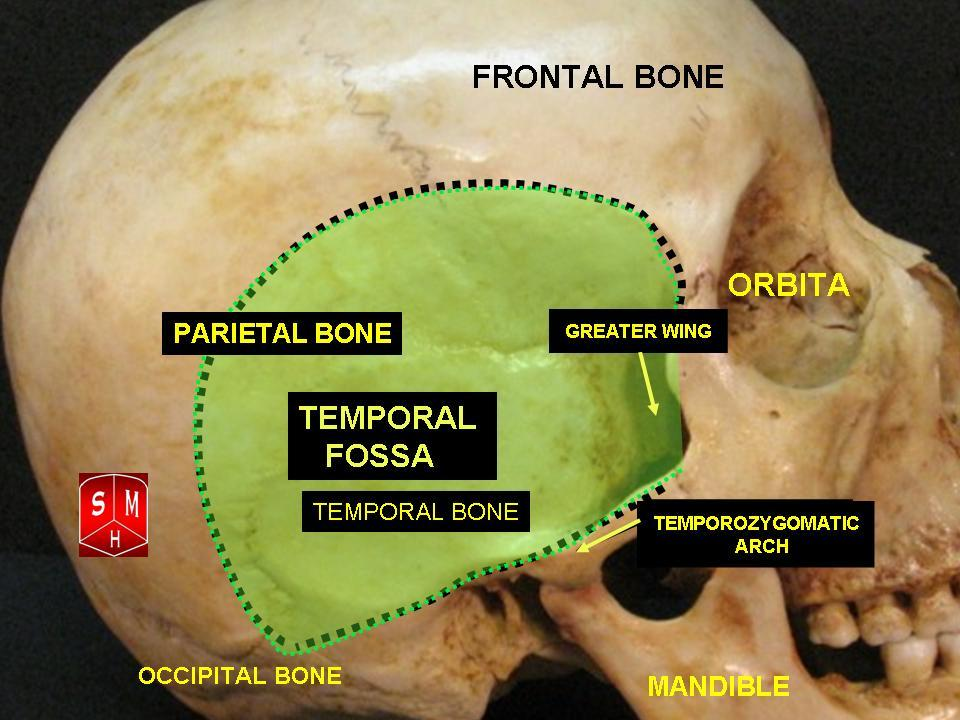
관자우묵.